# Бузиг
Бузиг (фр. Bouzigues) је насеље и општина у јужној Француској у региону Лангдок-Русијон, у департману Еро која припада префектури Монпелије.
По подацима из 2011. године у општини је живело 1675 становника, а густина насељености је износила 549,18 становника/km². Општина се простире на површини од 3,05 km². Налази се на средњој надморској висини од 5 метара (максималној 61 m, а минималној 0 m).

## Демографија
| 1962. | 1968. | 1975. | 1982. | 1990. | 1999. | 2011. |
| ----- | ----- | ----- | ----- | ----- | ----- | ----- |
| 767   | 830   | 904   | 945   | 907   | 1.208 | 1.675 |

График промене броја становника у току последњих година